# Lucille Kallen
Pour les articles homonymes, voir Kallen.
Lucille Kallen, née le 28 mai 1922 à Los Angeles, Californie, et morte le 18 janvier 1999 à New York, dans la banlieue de Ardsley, est une dramaturge, scénariste et auteur américaine de roman policier.

## Biographie
Née à Los Angeles, elle suit sa mère à Toronto après le divorce de ses parents. Sept ans plus tard, sa mère décède et la petite Lucille est élevée par ses grands-parents. Attirée par les arts, elle apprend le piano et joue dans une troupe de théâtre amateur pour laquelle elle écrit des sketches et des chansons. Elle n’a que 16 ans quand ses talents de musicienne lui permettent d’entrer à la prestigieuse école Juilliard de New York. Elle renonce toutefois à une carrière de musicienne pour se lancer dans l’écriture.
En 1950, elle obtient son plus gros succès théâtral en 1950 avec la comédie musicale Tickets, Please !, mettant en vedette Paul Hartman et sa femme Grace, qui connaît 245 représentations sur Broadway. La même année, elle est embauchée par la NBC et devient la seule femme à collaborer aux scripts de la populaire série télévisée humoristique américaine Your Show of Shows (en) (1950-1954), mettant en vedette Sid Caesar, Imogene Coca et Carl Reiner. Elle fait alors équipe avec, notamment, Neil Simon et Mel Brooks.
En 1956, elle écrit en collaboration avec Woody Allen, William Friedberg et Neil Simon, la série télévisée Stanley, réunissant Buddy Hackett et Carol Burnett, qui est annulée après deux épisodes.
En 1979, bien qu’à la retraite, elle se lance dans le roman policier et publie la série C. B. Greenfield, un détective amateur également éditeur en chef du journal d'une petite ville de Nouvelle-Angleterre et violoncelliste, accompagné dans ses enquêtes par Maggie Rome, une reporter et pianiste.

## Œuvre

### Romans

#### Série policièreC. B. Greenfield
- Introducing C. B. Greenfield (1979) Publié en français sous le titre Greenfield connaît la musique, Paris, Librairie des Champs-Élysées, Le Masque no 1816, 1986
- The Tanglewood Murder (1980)
- No Lady in the House (1982) Publié en français sous le titre Quand la souris n'est pas là, Paris, Librairie des Champs-Élysées, Le Masque no 1836, 1986
- The Piano Bird (1985)
- A Little Madness (1986)

#### Autre roman non-policier
- Outside There, Somewhere (1964)

### Théâtre
- Alive and Kicking (1950), scènes additionnelles seulement
- Tickets, Please ! (1950), comédie musicale
- Maybe Tuesday (1958), comédie en trois actes